# PayCard
Die PayCard, eine elektronische Geldbörse, war ein Gemeinschaftsprojekt der Deutschen Telekom, der Deutschen Bahn und des Verbands Deutscher Verkehrsunternehmen.
Die PayCard wurde von der Deutschen Telekom entwickelt, ursprünglich sollte es sich dabei nur um eine aufladbare Telefonkarte handeln. Um die Attraktivität der Chipkarte zu erhöhen, entschloss man sich, deren Einsatzmöglichkeiten zu erweitern. Durch die Zusammenarbeit mit der Deutschen Bahn und dem Verband Deutscher Verkehrsunternehmen war es zum Start der Karte im Herbst 1996 in mehreren Großstädten möglich, damit auch an Fahrscheinautomaten bargeldlos zu bezahlen.
Die PayCard konnte an allen Kartentelefonen der Deutschen Telekom nachgeladen werden. Nach der Eingabe einer Geheimzahl wählte der Kunde einen Betrag zwischen 20 DM und 200 DM (später bis zu 400 DM), der auf seine PayCard gebucht werden sollte. Der Betrag wurde anschließend mittels Lastschriftverfahren vom Bankkonto abgebucht. Da es der Deutschen Telekom nicht gelang, weitere Einsatzgebiete zu erschließen, während die Banken und Sparkassen für die Verbreitung der GeldKarte unter ihrem Kundenstamm sorgten, konnte sich die PayCard nicht durchsetzen. Im Jahr 2000 wurde das PayCard-System an die card.etc AG veräußert, die das Geschäft mit der PayCard inzwischen eingestellt hat.
In nennenswerter Stückzahl war die Paycard bis Ende 2011 als Trägermedium für Abonnententickets im Verkehrsverbund Rhein-Ruhr und im Verkehrsverbund Rhein-Sieg im Einsatz. Die elektronische Börse wurde hier allerdings nicht verwendet.